# Gebhard Spahr
Gebhard Spahr OSB (* 15. November 1913 in Konstanz; † 19. Dezember 1986 in Weingarten) war ein deutscher Historiker, Kunsthistoriker und Ordenspriester der Benediktiner.

## Leben
Spahr trat 1934 in die Benediktinerabtei Weingarten ein. Es folgten – unterbrochen durch Militärdienst (1939–44) und russische Kriegsgefangenschaft (1944/45) – Studien in Konstanz, Bregenz-Mehrerau, Maria Laach, Beuron und Freiburg im Üechtland, die er 1953 mit der Promotion zum Doktor der Philosophie und Theologie abschloss. Der Titel seiner Dissertation lautete Die Reform im Kloster St. Gallen 1417–1442.
1948 wurde Gebhard Spahr zum Priester geweiht.
Er veröffentlichte Beiträge in einer Reihe von Zeitschriften und Verlagen. Sein fünfbändiges Buch über die Oberschwäbische Barockstraße ist ein internationales Standardwerk über die kirchlichen und weltlichen Barockbauwerke in Oberschwaben.

## Ehrungen
- Bodensee-Literaturpreis der Stadt Überlingen, 1969
- Kulturpreis der Städte Ravensburg und Weingarten, 1978
- Verdienstorden des Landes Baden-Württemberg, 1979
- Bundesverdienstkreuz am Bande der Bundesrepublik Deutschland, 1984

## Schriften
Weitere Buchpublikationen sind aus dem unten angegebenen Nachruf on Karl Pellens zu entnehmen.
- Johann Nepomuk Hauntinger: Reise durch Schwaben und Bayern im Jahre 1784. Verlag Anton H. Konrad, Weißenhorn 1964.
- Der heilige Magnus. Leben, Legende, Verehrung. Verlag für Heimatpflege, Kempten 1970.
- Die Basilika Weingarten. Ein Barockjuwel in Oberschwaben (= Bodensee-Bibliothek. Band 19). Jan Thorbecke Verlag, Sigmaringen 1974.
- Oberschwäbische Barockstraße. Verlag Isa Beerbaum, Weingarten (unvollendet: Geplant waren sieben topographische Bände. Ob die abschließende Zusammenschau einen weiteren separaten Band bilden sollte, ist aus dem Nachruf nicht zu ersehen.[1])
  - Band 1: Ulm bis Tettnang, 1977, 3., neubearbeitete und erweiterte Auflage 1986
  - Band 2: Wangen bis Ulm-Wiblingen, 1978
  - Band 3: Leutkirch, Ottobeuren, Tannheim, 1980
  - Band 4: Altshausen bis Birnau, 1982
  - Band 5: Überlingen bis Reichenau, 1984
- mit Hans-Jörg Reiff und Dieter Hauffe: Kloster Ochsenhausen. Geschichte, Kunst, Gegenwart. Biberacher Verlagsdruckerei, Biberach 1985.

Aufsätze
- Die Reform im Kloster St. Gallen, 1417–1442, in: Schriften des Vereins für Geschichte des Bodensees und seiner Umgebung, 75. Jg. 1957, S. 13–80 (Digitalisat)
- Die Reform im Kloster St. Gallen, 1442–1457, in: Schriften des Vereins für Geschichte des Bodensees und seiner Umgebung, 76. Jg. 1958, S. 1–62 (Digitalisat)
- Heilig-Blut-Ritte zu Weingarten in der Barock- und Aufklärungszeit, in: Schriften des Vereins für Geschichte des Bodensees und seiner Umgebung, 89. Jg. 1971, S. 71–82 (Digitalisat)
- Joseph Gabler. Orgelbauer schwäbischer Benediktinerkirchen, in: Schriften des Vereins für Geschichte des Bodensees und seiner Umgebung, 91. Jg. 1973, S. 107–124 (Digitalisat)
- Barocke Geistigkeit in der Basilika von Weingarten. Das theologische Programm des Kirchenbaus, in: Schriften des Vereins für Geschichte des Bodensees und seiner Umgebung, 93. Jg. 1975, S. 85–94 (Digitalisat)
- Sorgen und Freuden in württembergischen Gemeinden am Bodensee und in Oberschwaben während der ersten Hälfte des 19. Jahrhunderts, in: Schriften des Vereins für Geschichte des Bodensees und seiner Umgebung, 94. Jg. 1976, S. 139–166 (Digitalisat)
- Geschichte des Weinbaus im Bodenseeraum, in: Schriften des Vereins für Geschichte des Bodensees und seiner Umgebung, 99/100. Jg. 1981/82, S. 189–230 (Digitalisat)
- Berg und Weingarten, in: Schriften des Vereins für Geschichte des Bodensees und seiner Umgebung, 103. Jg. 1985, S. 75–92 (Digitalisat)